# Acanthodelta chrysopera
Acanthodelta chrysopera är en fjärilsart som beskrevs av Druce 1912. Acanthodelta chrysopera ingår i släktet Acanthodelta och familjen nattflyn. Inga underarter finns listade i Catalogue of Life.